# Próti (Messénie)
Próti, en grec moderne : Πρώτη, est une île inhabitée du dème de Triphylie, district régional de Messénie, en Grèce.